# Пономарьов Василь Миколайович
Васи́ль Микола́йович Пономарьо́в (30 травня 1932, м. Макіївка, Донецька область — 8 січня 1982, Харків) — український науковець радянських часів, фахівець у галузі турбінобудування. Доктор технічних наук, професор кафедри турбінобудування Харківського політехнічного інституту.

## З життєпису
Народився 30 травня 1932 року у місті Макіївка, Донецької області.
У 1956 році закінчив Харківський політехнічний інститут. Працював на виробництві; від 1960 році — у Харківському політехнічному інституті: у 1979—1982 роках — професор кафедри турбінобудування. 
1978 року захистив докторську дисертацію «Дослідження останніх ступенів потужних парових турбін в діапазоні роботи від номінального навантаження до холостого ходу».
Наукові дослідження: створення високоекономічних, широкорежимних та надійних останніх ступенів потужних парових турбін.
Опубліковано понад 40 його наукових робіт, серед яких:
- Исследования течения в сопловом аппарате турбинной ступени с резким раскрытием проточной части на плоских круговых решетках // Теплоэнергетика. — 1966. — № 6 (співавт.).
- Экспериментальное исследование частичных режимов работы турбинных ступеней // Энергомашиностроение. — 1972. — № 9.
- Влияние режимных факторов на величину динамических напряжений в рабочих лопатках турбинных ступеней // Теплоэнергетика. — 1974. — № 1.
- Основные результаты создания и газодинамических исследований последней ступени турбин К-500 и К-1000/1500 // Теплоэнергетика. — 1978. № 9.

Як педагог підготував 4-х кандидатів наук.